# Murder Mystery 2
Murder Mystery 2 es una película de misterio, comedia y acción estadounidense de 2023 dirigida por Jeremy Garelick y escrita por James Vanderbilt. Es una secuela de la película Murder Mystery de 2019 y está protagonizada por Adam Sandler y Jennifer Aniston.
Murder Mystery 2 fue estrenada por Netflix el 31 de marzo de 2023.

## Reparto
- Adam Sandler como Nick Spitz
- Jennifer Aniston como Audrey Spitz
- Mark Strong como Connor Miller
- Mélanie Laurent como Claudette
- Jodie Turner-Smith como la condesa Sekou
- John Kani como coronel Ulenga
- Kuhoo Verma como Saira
- Dany Boon como el inspector Delacroix
- Adeel Akhtar como el maharajá
- Enrique Arce como Francisco
- Zurin Villanueva como Imani
- Jillian Bell como Susan
- Tony Goldwyn como Silverfox
- Annie Mumolo como la Sra. Silverfox
- Myo Leong como el Sr. Lou
- Carlos Ponce como piloto

## Producción

### Desarrollo
En octubre de 2019, se anunció que se estaba desarrollando una secuela de Murder Mystery con Adam Sandler y Jennifer Aniston retomando sus papeles. En agosto de 2021, Jeremy Garelick fue contratado como director, a partir de un guion de James Vanderbilt, con el rodaje de la secuela a realizarse en París y el Caribe. Sandler y Aniston habían confirmado su regreso durante el Tudum Global Fan Event de septiembre de 2021.
En enero de 2022, se informó que Adeel Akhtar y John Kani retomarían sus papeles de la primera película, con Mark Strong, Mélanie Laurent, Jodie Turner-Smith, Kuhoo Verma, Enrique Arce, Tony Goldwyn, Annie Mumolo y Zurin Villanueva uniéndose a la película como recién llegados.

### Rodaje
La fotografía principal comenzó en enero de 2022 en Hawái y finalizó el 8 de abril de 2022 en París, Francia.
Los tres niveles superiores de la Torre Eiffel se recrearon para la película, pero algunas acrobacias se rodaron en la propia torre. La escena del baile de la boda india fue filmada en París y coreografiada por Mahina Khanum.

## Estreno
Murder Mystery 2 fue estrenada por Netflix el 31 de marzo de 2023. Alcanzó el top 10 de Netflix en más de 90 países.